# Actieve vulkaan

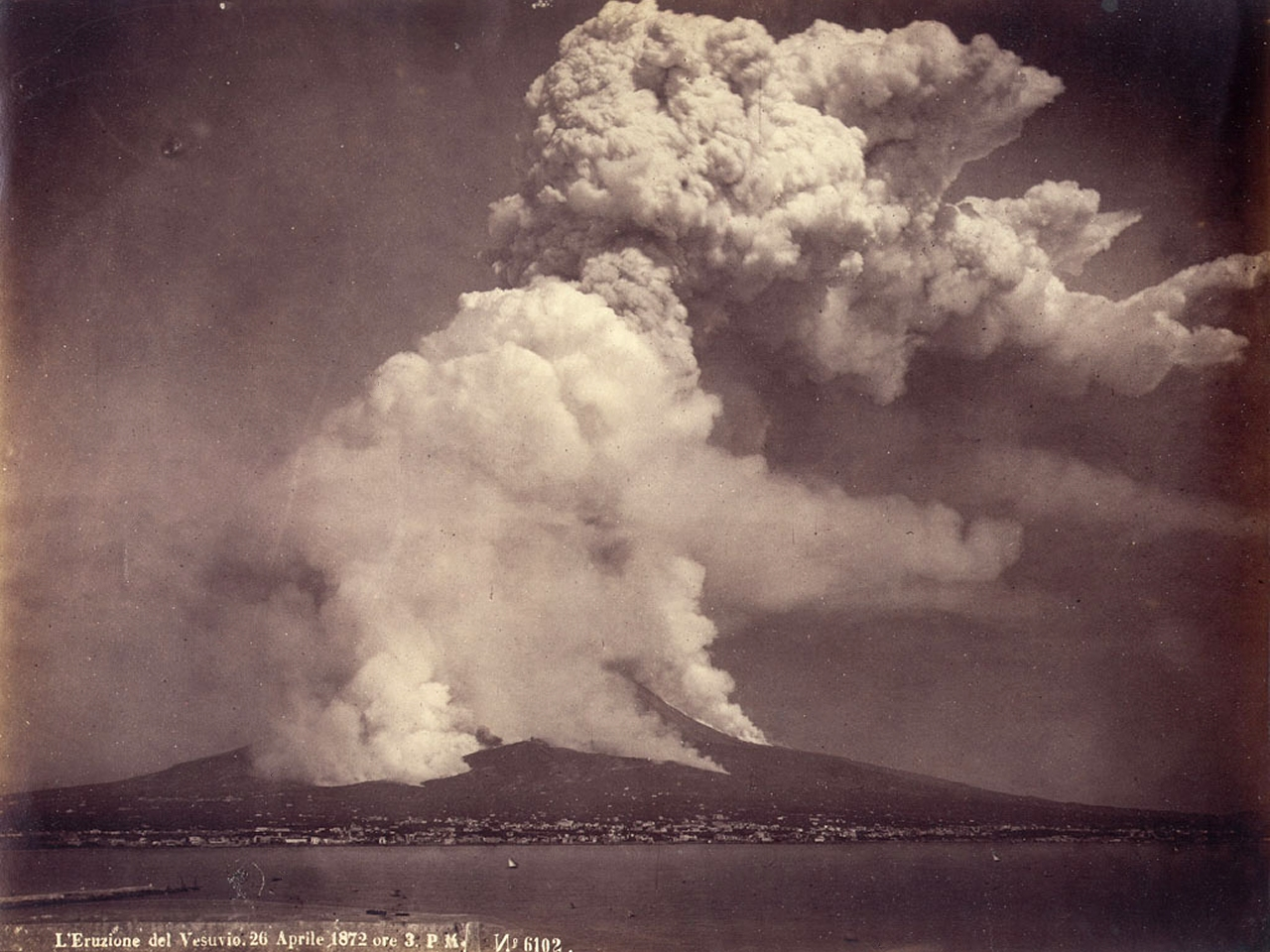
De eruptie van de Italiaanse vulkaan Vesuvius op 26 april 1872.

Een actieve vulkaan is een vulkaan die vrij regelmatig tot uitbarsting komt, alhoewel deze definitie zeer ruim is. Wat de term 'regelmaat' in dit geval inhoudt verschilt sterk per bron; van tientallen jaren tot duizenden jaren. Er zijn meer dan 1300 vulkanen over de hele wereld die als actief worden beschouwd.
Een vulkaan met een langere rustperiode wordt een slapende vulkaan genoemd. De variabele 'levensduur' van vulkanen (enkele maanden tot miljoenen jaren) speelt zeker een belangrijke rol in het ontstaan van de vage scheidslijn tussen actieve en slapende vulkanen. Verder kan de term 'activiteit' op verschillende manieren worden opgevat. Sommige vulkanen veroorzaken regelmatig aardbevingen en spuwen gassen de atmosfeer in, maar een eruptie vindt niet daadwerkelijk plaats. Het is de vraag of deze nevenactiviteiten genoeg zijn om een vulkaan als 'actief' te bestempelen - volgens veel wetenschappers is dit inderdaad het geval.
Verdere informatie over (actieve) vulkanen is te vinden op de pagina Vulkaan.